# Edmund Sture
Edmund Sture (1509/10 - 22 de fevereiro de 1560), de Bradley em North Huish, Devon e Middle Temple, Londres, foi um político inglês.
Ele foi um membro (MP) do Parlamento da Inglaterra por Plympton Erle em 1545, por Totnes em 1547, por Dartmouth em abril de 1554 e Exeter em 1555.